# Fonimagoodhoo
Fonimagoodhoo is een van de onbewoonde eilanden van het Baa-atol behorende tot de Maldiven.

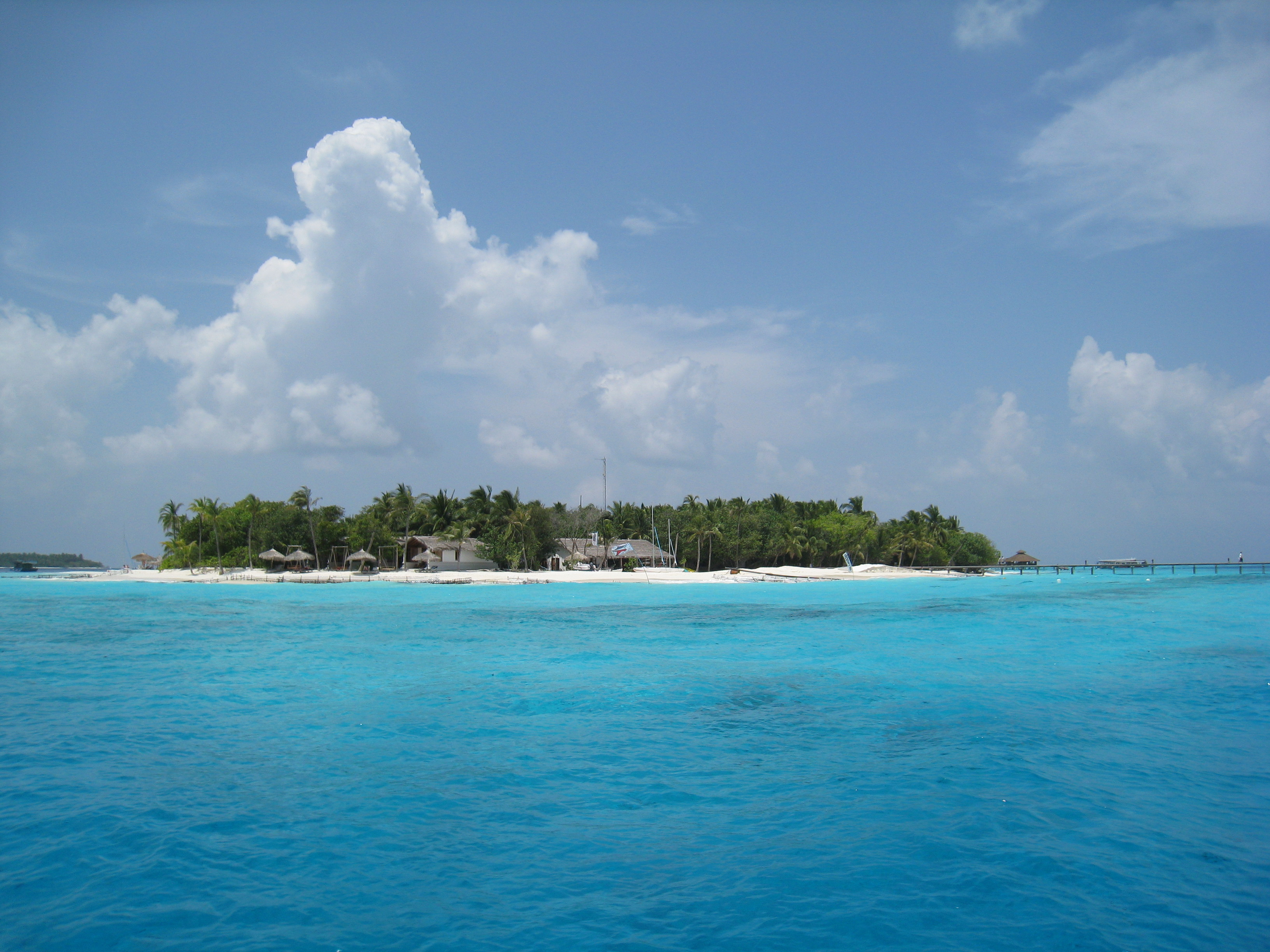
Reethi Beach